# Bede-slægten
Bede-slægten (Beta) er udbredt langs Europas, Nordafrikas og Vestasiens kyster frem til Indien. Det er én- eller toårige urter med opret vækst og tykke, hårløse blade. Blomsterne er samlet i endestillede, aksagtige nøgler. De enkelte blomster er små og bruskagtige. Frugten er en flad kapsel med et opspringende låg. Her omtales den art og de varianter, der er vildtvoksende i Danmark, eller som dyrkes her.
| Arter |

- Beta corolliflora
- Beta lomatogona
- Storfrugtet bede (Beta macrocarpa)
- Beta macrorhiza
- Beta nana
- Beta patula
- Beta trigyna
- Bede (Beta vulgaris)
  - Sukkerroe (Beta vulgaris var. altissima)
  - Bladbede (Beta vulgaris var. cicla)
  - Stilkbladbede Beta vulgaris var. flavescens)
  - Strandbede (Beta vulgaris var. maritima)
  - Foderbede (Beta vulgaris var. rapacea)
  - Rødbede (Beta vulgaris var. vulgaris)